# N-634
La N-634 es una vía terrestre que discurre entre el barrio de Recalde de San Sebastián y Santiago de Compostela a lo largo de toda la costa cantábrica. Esta carretera es de doble sentido y su longitud es de algo más de 730 km. 

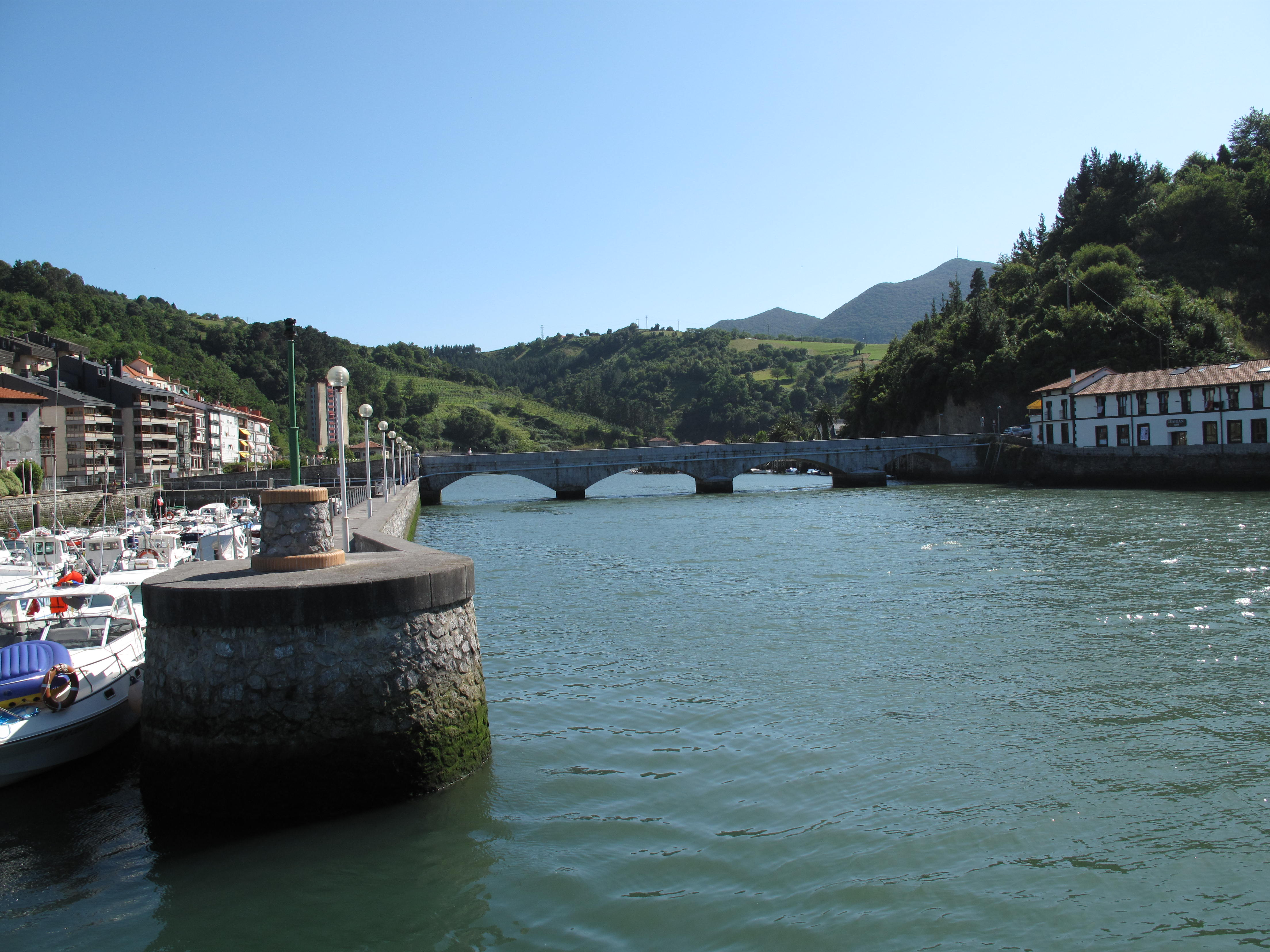
Puente sobre la ría del Deba.

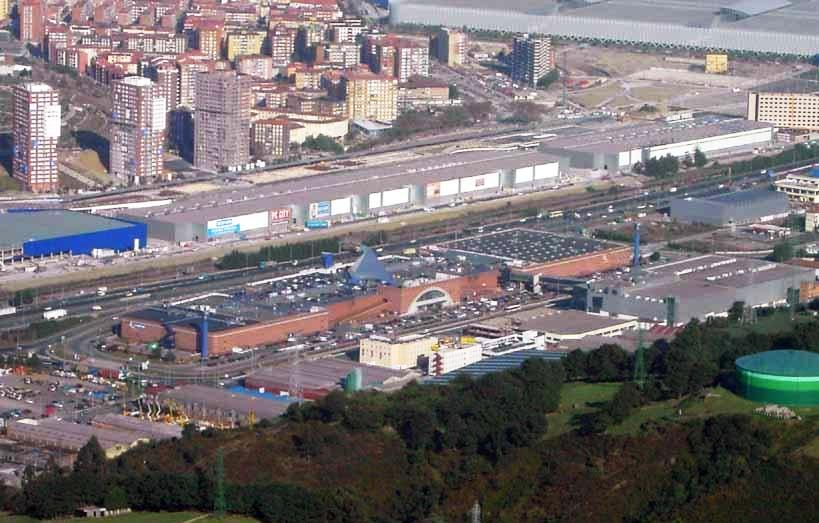
Tramos paralelos de la A-8 y de la N-634 en Careaga, Baracaldo, Vizcaya.

Discurre por las comunidades autónomas del País Vasco (Guipúzcoa y Vizcaya), Cantabria, Asturias y Galicia (provincias de Lugo y La Coruña). Ha sido sustituida por diversas autovías a lo largo de su recorrido, quedando la  N-634  en su mayor parte destinada a dar un servicio de tráfico local a las poblaciones por las que discurre.
Discurre unos 15 km por la costa guipuzcoana entre las localidades de Zarauz y Zumaya. Este tramo ha sido muy conflictivo debido a los innumerables desprendimientos que surgen al estar el mar pegando con la montaña.
En el 2007 se construyó un paseo peatonal que une Zarauz con Guetaria en el arcén de esta carretera.

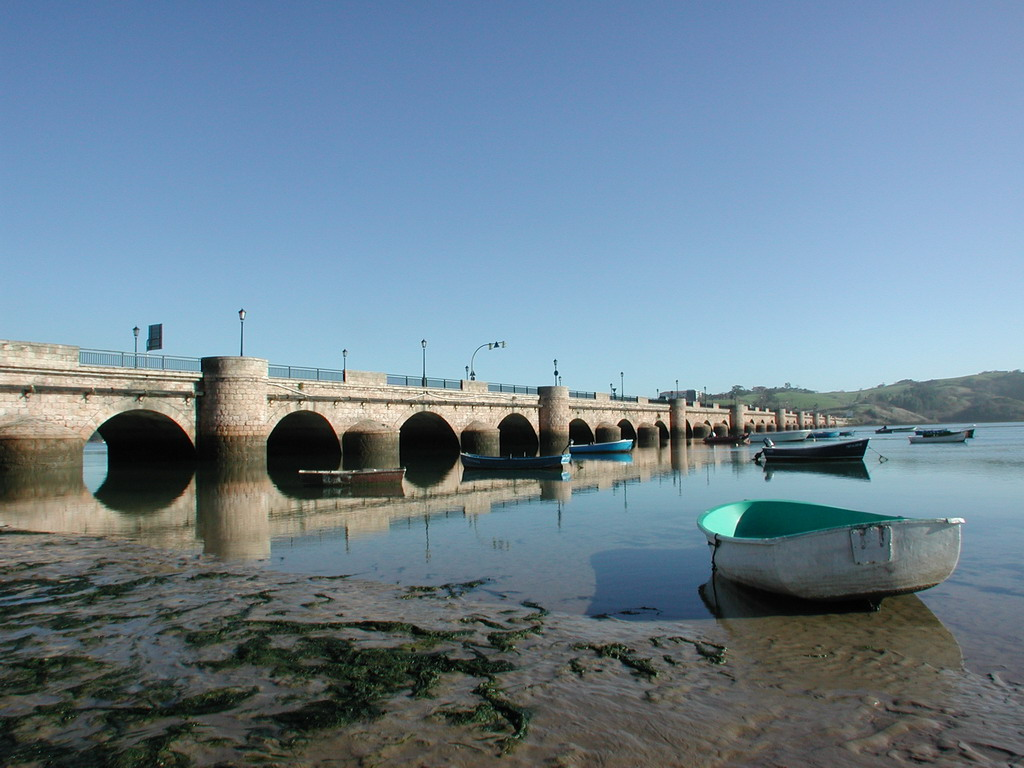
Puente de la Maza, en San Vicente de la Barquera, Cantabria.

En el País Vasco y Cantabria, su trazado es paralelo al de la Autovía del Cantábrico  E-70   A-8 . 
En 2021 la Diputación foral de Vizcaya renombró algunos de los tramos de la  N-634 , concretamente los tramos entre los p.k. 120+690 al p.k. 128+100 pasaron a denominarse  BI-3724 , a excepción del tramo correspondido entre los p.k. 122+370 al p.k. 123+860, transferido al Ayuntamiento del Valle de Trápaga donde mantiene la nomenclatura original. El tramo comprendido entre el p.k. 128+100 al p.k. 136+140 pasó a denominarse  BI-734 . Una vez entrados en la comunidad autónoma cántabra, la  N-634  recupera su nombre.
En la comunidad autónoma asturiana, son menos los tramos de la  N-634  que actualmente cuentan con trazado paralelo por autovía. Así, el tramo entre Unquera, en el límite entre Asturias y Cantabria, y Llanes, ya en la comunidad asturiana, discurre paralelo a la  A-8 . En Llanes desaparece dejando paso a la  A-8 , si bien el trazado original discurre por la actual  AS-379 . Vuelve a aparecer tras pasar Ribadesella, donde la  N-634  despide a su hermana mayor, la Autovía del Cantábrico  A-8 , y abandona el paisaje costero por el que ha discurrido desde su nacimiento en Guipúzcoa y se interna en el interior de Asturias a través del valle que forma el Río Sella en dirección a Arriondas. Atraviesa también Infiesto y Nava para llegar a Lieres, donde se cruza con la autovía  A-64 , para seguir su camino hacia Oviedo, atravesando Pola de Siero, El Berrón y Colloto. En Oviedo discurre por las Calles Tenderina, General Elorza, Real Oviedo y Avenida de Galicia. 
Una vez que deja atrás Oviedo, la autovía  A-63  (Oviedo - La Espina), discurre paralela al trazado de la  N-634  disminuyendo su recorrido sensiblemente en cuanto a tiempo y kilómetros recorridos. Continúa hacia el oeste atravesando Trubia y Grao. Hasta Grao, las dificultades montañosas de la  N-634  no han sido excesivas, si bien, a partir de aquí se inicia el ascenso al Alto de Cabruñana, que sirve de frontera natural y administrativa de los municipios de Grado y Salas. El descenso termina en Cornellana, población en la cual se cruza el río Narcea y se pone rumbo a la segunda y más pronunciada dificultad montañosa, el Puerto de la Espina (650 m s. n. m.), cuyo ascenso comienza en Salas y finaliza en La Espina con una longitud de 12 km y un desnivel de 500 m; el descenso tiene 33 km de longitud y se salvan 600 m de desnivel, trascurre por los concejos de Salas una pequeña parte de 10 km en los que se salvan 400m y el resto en Valdés, aprovechando en sus últimos tramos el valle del Río Esva, pasando por Trevías llegando hasta Canero y volviendo de nuevo a la costa cantábrica que había dejado atrás.
En Canero, regresa al lado de su hermana mayor, la Autovía del Cantábrico  A-8 , continuando paralela a esta (a excepción de unos pocos tramos) hasta Baamonde.
Tras Navia, la  N-634  atraviesa El Franco y Tapia de Casariego, para salvar la Ría de Ribadeo gracias al Puente de los Santos y adentrarse en Galicia. Ribadeo es la población encargada de darle la bienvenida a las tierras gallegas.
Pocos kilómetros después de Ribadeo se encuentra la segunda más pronunciada de sus dificultades montañosas, el Alto de Mondoñedo o Porto da Xesta (590 m s. n. m.). Tras el descenso, se llega a Baamonde, población donde nuevamente la  N-634  se topa con una autovía. En este caso se trata de la  E-70   A-6  que aprovecha el antiguo trazado de la carretera nacional hasta las inmediaciones de Guitiriz, donde ésta retoma su identidad y comienza su recta final, encaminándose hacia Santiago de Compostela